# Іванова Аліна Петрівна
Аліна Петрівна Іванова (рос. Алина Петровна Иванова; нар. 16 травня 1969) — радянська та російська легкоатлетка, яка спеціалізувалася на спортивній ходьбі, а пізніше — на шосейному бігу.
На внутрішніх змаганнях в СРСР представляла РРФСР та місто Чебоксари.

## Спортивні досягнення

### Ходьба
Учасниця олімпійських змагань з шосейної ходьби на 10 кілометрів (1992), на яких не змогла дістатись фінішу внаслідок дискваліфікації під час проходження дистанції за порушення правил ходьби.
Чемпіонка світу з шосейної ходьби на 10 кілометрів (1991).
Переможниця Кубка світу з ходьби в командному заліку (1991) — виступала на дистанції шосейної ходьби на 10 кілометрів, на якій не змогла фінішувати.
Чемпіонка Європи в приміщенні з ходьби на 3000 метрів (1992).
Чемпіонка СРСР (1991) та СНД (1992) з шосейної ходьби на 10 кілометрів.
Чемпіонка СРСР в приміщенні (1989) та чемпіонка СНД в приміщенні (1992) з ходьби на 3000 метрів.
Ексрекордсменка світу в приміщенні з ходьби на 3000 метрів — 11.44,00 (1992).

### Шосейний біг
Посіла 20-е місце у марафонському забігу на чемпіонаті світу (2005). У 1997 не змогла фінішувати в марафонському забігу на чемпіонаті світу.
Учасниця чемпіонатів світу з напівмарафону (1998, 1999, 2003—2008), на яких найкращим результатом було 9-е місце у 2004.
Посіла 7-е місце у Лондонському марафоні (2001) та була 8-ю в Берлінському марафоні (2000).
Учасниця марафонів, які згодом увійшли до серії World Marathon Majors:
- Берлін: 5-е (2003) та 8-е (2000) місця;
- Лондон: 6-е (1996), 7-е (2001) та 8-і (1993, 2004) місця;
- Токіо: 6-е (1994, 2000) та 8-е (1993) місця;
- Бостон: 9-е місце (2009).

Переможниця марафонів у Кемерово (1994), Піттсбурзі (1995), Омську (1995, 1998), Сіднеї (1996), Гонконзі (1998), Празі (2000, 2006), Дубліні (2006, 2007).
Учасниця змагань з марафонського бігу на чемпіонаті Європи (2002), на яких не вдалось фінішувати.
Срібна призерка чемпіонату Росії з шосейного бігу на 20 кілометрів (1997). Бронзова призерка чемпіонату Росії з напівмарафону (2004).

## Визнання
- Заслужений майстер спорту СРСР (1991)
- Заслужений працівник фізичної культури та спорту Чуваської Республіки (1998)